# Adam Gardzina
Adam Gardzina, né le 16 février 1952, à Grodków, en Pologne, est un ancien joueur de basket-ball polonais. Il évolue au poste d'arrière.

## Palmarès
- Champion de Pologne 1974, 1976